# آيت بولمان (تاكلفت)
آيت بولمان هي إحدى مشيخات المملكة المغربية، تتبع جغرافيا لإقليم أزيلال وإداريًا لتاكلفت. يقدر عدد سكانها بـ 7123 نسمة حسب الإحصاء الرسمي للسكان والسكنى لسنة 2004.